# David Romer
Pour les articles homonymes, voir Romer.
David Romer est un macroéconomiste américain rattaché à la Nouvelle économie keynésienne né en 1958. Ses recherches ont porté sur des sujets assez divers. Il est notamment l'auteur, avec Gregory Mankiw et David Weil d'un article influent qui teste et enrichit le modèle de Solow. Il a également mené avec son épouse Christina des recherches sur les politiques monétaires. Par ailleurs, il est l'auteur de Macroéconomie Approfondie, manuel de référence destiné aux étudiants assez avancés. 
Il est actuellement professeur à l’Université de Californie (Berkeley) où il enseigne la macroéconomie et l'économie monétaire. Au-delà de l’enseignement, Romer est codirecteur du programme en économie monétaire au National Bureau of Economic Research, et membre du NBER Business Cycle Dating Committee.  Il est également membre de l'Académie américaine des arts et des sciences et de l'American Economic Association Executive Committee.

## Études et carrières
David Romer fait un bachelor, à l'université de Princeton, travaille quelque temps au Council of Economic Advisers puis fait un doctorat au Massachusetts Institute of Technology jusqu'en 1985. Il revient alors à Princeton comme professeur assistant puis  rejoint la faculté de Berkeley en 1988, où il est promu professeur titulaire en 1993.
Dans une autre série d'études rétentissantes, David Romer et Christina Romer ont réhabilité la politique monétaire. Les deux ont proposé une méthodologie originale d'étude des données historiques pour prouver la non-neutralité de la monnaie. En effet, cette approche conciste à lire les dates de comptes rendus des réunions de la FED qui orientent la politique monétaire. Considérant ces dates comme exogènes, les deux coauteurs établissent une corrélation entre les dates auxquelles la FED oriente sa politique vers la réduction de l'inflation et les baisses de la production et de l'emploi qui s'ensuivirent. Ils estiment même que les membres du FOMC[Quoi ?] pourraient parfois avoir de meilleures décisions en s'appuyant davantage sur des prévisions faites par le personnel professionnel du FED.
En 1992, il a, avec Gregory Mankiw et David Weil, écrit une variante du modèle de Solow en y introduisant le capital humain. Ce papier a connu large écho dans les théories de la croissance néoclassique. 
Récemment, dans une étude empirique menée avec sa femme, David Romer estime la valeur du multiplicateur fiscal autour de 3 (avec une marge d’erreur de 1,7). Autrement dit, une baisse d’impôt de 1 induirait une hausse du revenu global trois fois supérieure. Les hausses d’impôt ont en effet un impact macroéconomique assez néfaste indépendamment des conditions du cycle économique,. Cela va à l'encontre des prédictions keynésiennes, école de pensée à laquelle les deux appartiennent. Toutefois, cette étude reste visiblement à relativiser, car Romer a soutenu largement le plan de relance du président Obama[réf. souhaitée].